# Nowa generacja (film)
Nowa generacja (ang. Next Gen, 2018) – film animowany w reżyserii Kevina R. Adamsa i Joe Ksandera.

## Fabuła
Samotna Mai przez przypadek budzi tajnego robota i nawiązuje z nim wyjątkową więź. Wspólnie nowi znajomi stają do walki z łobuzami i udaremniają nikczemny plan.

## Obsada
- Charlyne Yi – Mai
- John Krasinski – 7723
- Jason Sudeikis – Justin Pin
- Michael Peña – Momo
- David Cross – Dr. Tanner Rice / Q-Bots
- Constance Wu – Molly
- Anna Akana – Ani
- Kitana Turnbull – RJ
- Jet Jurgensmeyer – Junior
- Issac Ryan Brown – Ric
- Betsy Sodaro – Door